# دورتی پیترسون
دورتی پیترسون (انگلیسی: Dorothy Peterson؛ ۲۵ دسامبر ۱۸۹۷ – ۳ اکتبر ۱۹۷۹) یک هنرپیشه اهل ایالات متحده آمریکا بود.
از فیلم‌های او می‌توان به شهردار جهنم اشاره نمود.

## مرگ
پترسون در 3 اکتبر 1979 درگذشت. او در قبرستان کوه الیوت در Zion، ایلینویز به خاک سپرده شد. 